# Vigersted
Vigersted – miasto w Danii, w regionie Zelandia, w gminie Ringsted.